# Stacy Levy

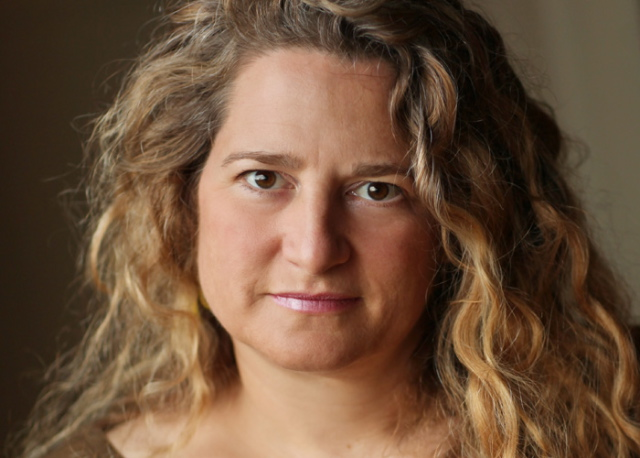
Stacy Levy (2010)

Stacy Levy (* 1960 in Philadelphia) ist eine US-amerikanische Bildhauerin und Land-Art-Künstlerin.

## Leben und Werk
Stacy Levy studierte an der Architectural Association School of Architecture in London. Sie erlangte den Bachelor of Fine Arts und für Forstwirtschaft an der Yale University. Anschließend studierte sie an der Skowhegan School of Painting and Sculpture in Maine. Den Master für Bildhauerei legte sie an der Tyler School of Art der Temple University ab.
2002 zeigte Stacy Levy zusammen mit Julie Bargmann das 1995 begonnene Projekt Testing The Waters auf der Documenta11 in Kassel. Es geht dabei um die Regeneration eines Landschaftsgebiets, das mit saueren Minenwässern aus dem ehemaligen Kohlebergwerk Nr. 6 in Vintondale, Pennsylvania, verseucht ist.